# TACC3
Transformar la proteína 3 ácida que contiene espiral enrollada es una proteína que en humanos está codificada por el gen TACC3 .
La función de este gen aún no se ha determinado; sin embargo, se especula que puede estar involucrado en el crecimiento y diferenciación celular. La expresión de este gen está regulada al alza en algunas líneas de células cancerosas y en el día embrionario 15 en ratones.